# Seo Ji-Hun
Seo Ji-Hun (nascido em 9 de Fevereiro de 1985) também conhecido como XellOs[yG] ou simplesmente XellOs, é um jogador profissional de StarCraft da Coreia do Sul. Ji-Hun venceu a OnGameNet Starleague de 2003 e o World Cyber Games de 2004.

## Início de Carreira
Seo Ji-Hun usa a raça  Terran. Ele jogou StarCraft profissionalmente pela primeira vez durante as qualificações da temporada de verão do OSL de 2001.  Depois, em 2003 ele conseguiu vencer o Olympus Ongamenet Starleague de 2003. Nessa época ele estava no time CJ Entus. Em Outubro ele venceu o World Cyber Games de 2004. Ele também conseguiu vencer a MBCGame Starleague de 2004. Na EVER OnGameNet Starleague de 2005 ele foi visto como veterano com potencial de levar o título, mas ficou em terceiro lugar. Em 2005 ele ficou em primeiro lugar na seletiva para o World Cyber Games Progamer de StarCraft, mas não participou do evento. Durante esse período, ele recebeu o apelido de "Perfect Terran" ("Terran Perfeito").

## Carreira
Ji-Hun não venceu nenhum torneio importante entre 2005 e 2009, apesar de chegar às semifinais de um torneio em 2007. Em Fevereiro de 2009 ele entrou no serviço obrigatório de dois anos nas forças aéreas, entrando no time ACE, da força aérea coreana. Em Junho de 2009 ele disse que não havia jogado por 300 dias, mas jogou novamente a fim de cumprir seu serviço, e disse que ele usará sua mentalidade para voltar a jogar. Em 2010 ele foi chamado ao hangar principal da Korean Air para assistir ao OSL, junto com todos os outros vencedores, e aceitou. Em Junho de 2010 ele estava em 103° no rank da KeSPA, com 71.4 pontos.

## Ver Também
- Competições profissionais de StarCraft: Brood War